# Schiffskehle

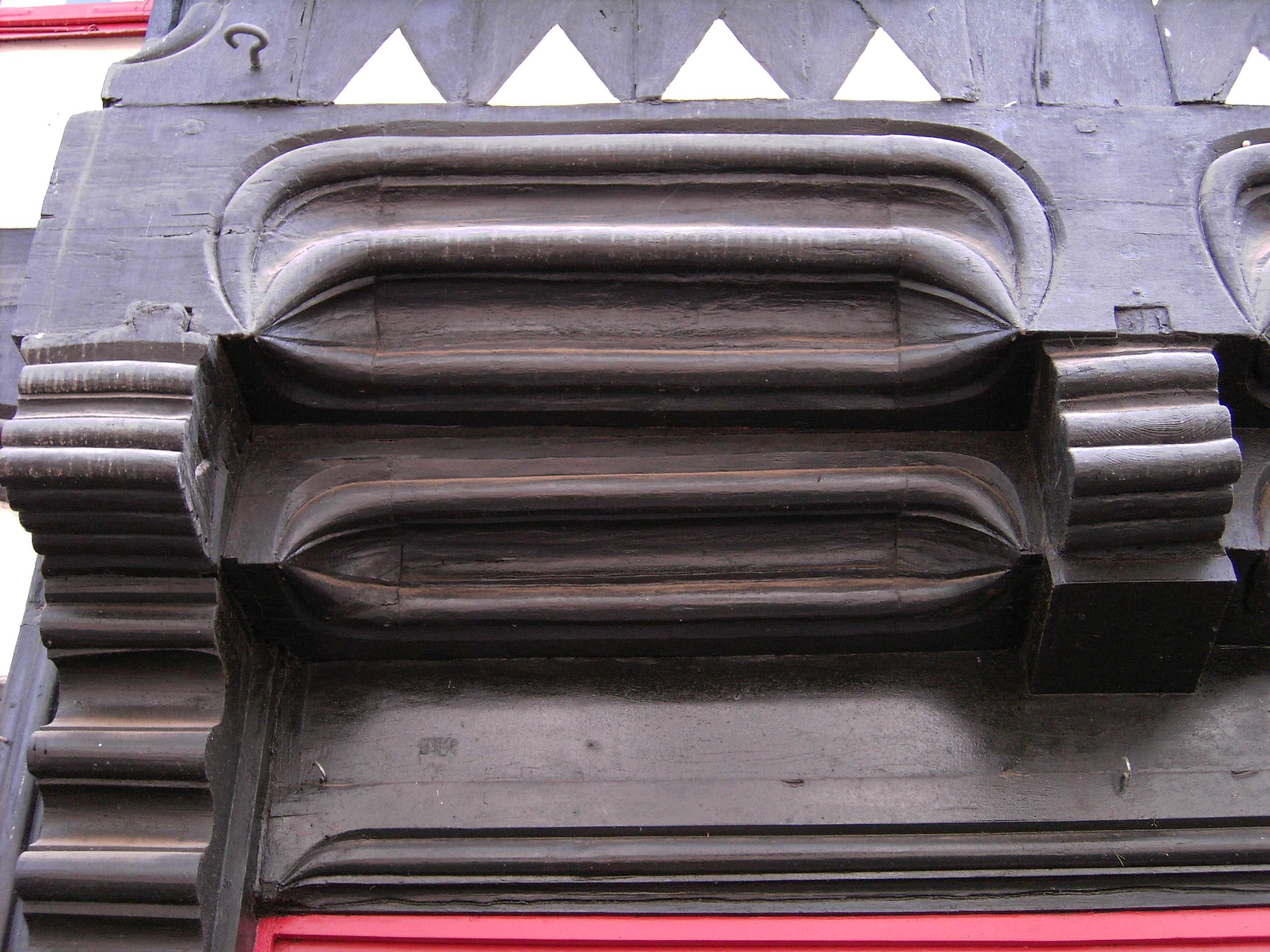
Doppelte Schiffskehlen an Stockschwelle und Füllholz

Eine Schiffskehle (auch Schiffchen) ist im Holzfachwerkbau als Zierform eine profilierte Hohlkehle, deren Enden spitz zusammenlaufen, besonders an Unterzügen und Balkendecken der Gotik, Renaissance und Barock, aber auch an spätgotischen Fachwerkschwellen und Füllhölzern.

## Begriff, Verwendungen, Gestaltung, Geschichte
Der Begriff leitet sich vom Aussehen eines umgekehrten Schiffskiels ab. Der Wortstamm „-kehle“ steht für die Hohlkehle, die runde Ausbuchtung der Kante.
Bei gotischen Deckenbalken und Unterzügen wird das Auslaufen einer starken Profilierung am Balkenende als Schiffskehle bezeichnet.
Deutlicher wird die typische Schiffform im südniedersächsischen Fachwerk im Bereich zwischen Weser und nördlichem Harz-Rand im 16. Jahrhundert bei besonders repräsentativen Bauten. Dort werden in der Deckenbalkenzone die Schwellen und Füllhölzer mit kurzen Schiffskehlen verziert, teilweise sogar beide Bauteile gleichzeitig, so dass zwei Schiffskehlen übereinander zu einer starken Gliederung führen.